# Psychoda squamata
Psychoda squamata és una espècie d'insecte dípter pertanyent a la família dels psicòdids que es troba a Austràlia: Tasmània i Victòria.